# Athena (fusée)
Pour les articles homonymes, voir Athena (homonymie).

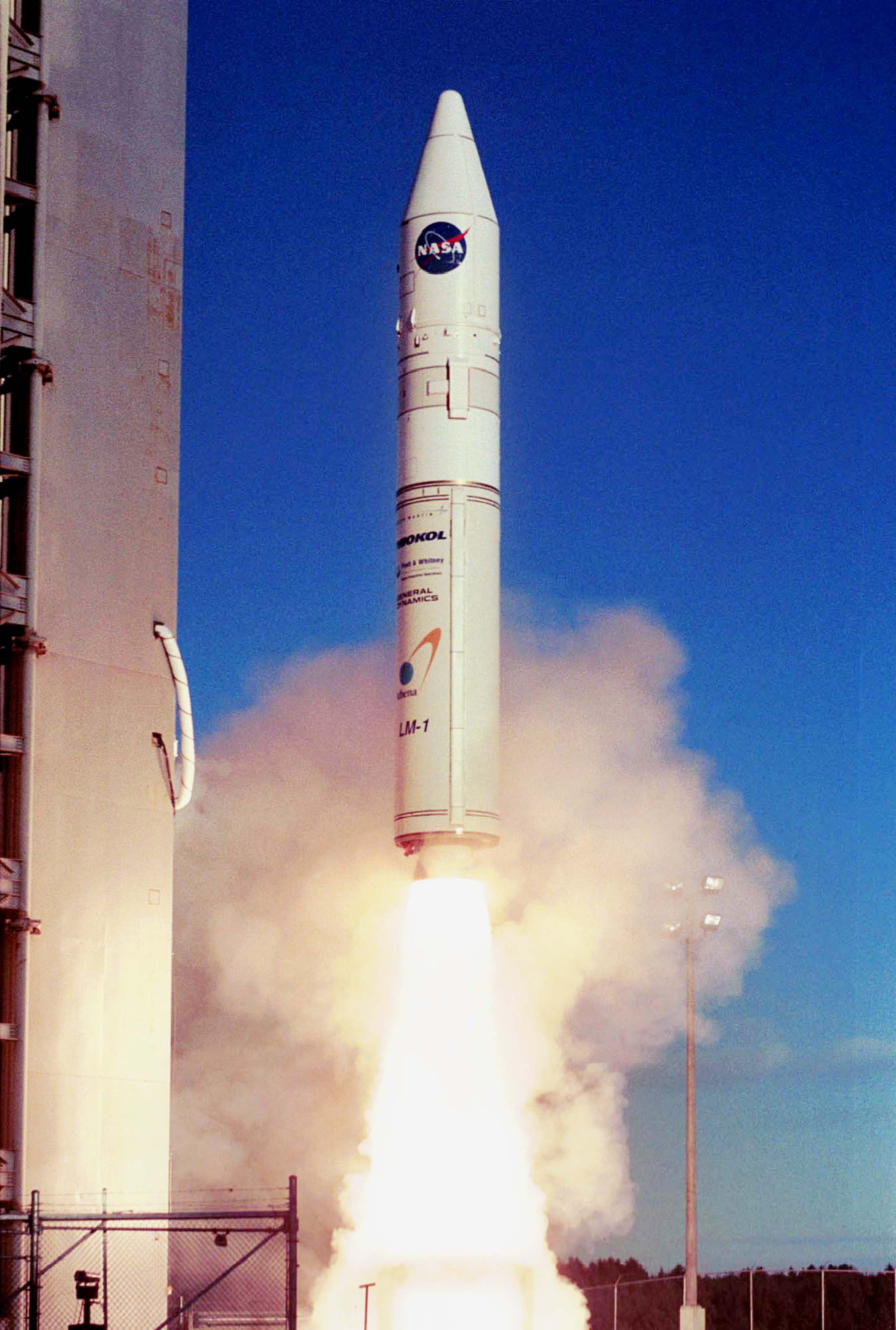
Fusée Athena I avec le satellite Kodiak Star lancé depuis le complexe de lancement de Kodiak.

La fusée Athena  a été nommée de diverses façons : appelée Lockheed Launch Vehicle (LLV) lors de sa création en 1993 par la Lockheed Corporation, elle a été renommée Lockheed Martin Launch Vehicle lorsque la société a fusionné avec Martin Marietta et devenir Lockheed Martin pour devenir enfin Athena.

## Versions

### Athena I
La version de base était composée de deux étages, Castor 120 pour le premier étage et un Pratt & Whitney ORBUS 21D pour l'étage supérieur. Cette fusée a été lancée 4 fois, avec un seul échec. Le premier lancement a eu lieu le 15 août 1995 et le dernier le 30 septembre 2001.
- Charge utile : 820 kg à orbite basse (185 km d'altitude et 28,5 degrés d'inclinaison orbitale) ; 360 kg à une orbite haute (800 km d'altitude, 98,6 degrés d'inclinaison)
- Poussée au décollage : 1449 kN [1]
- Masse totale : 66 300 kg
- Diamètre : 2,36 m
- Longueur : 18,9 m

### Athena II

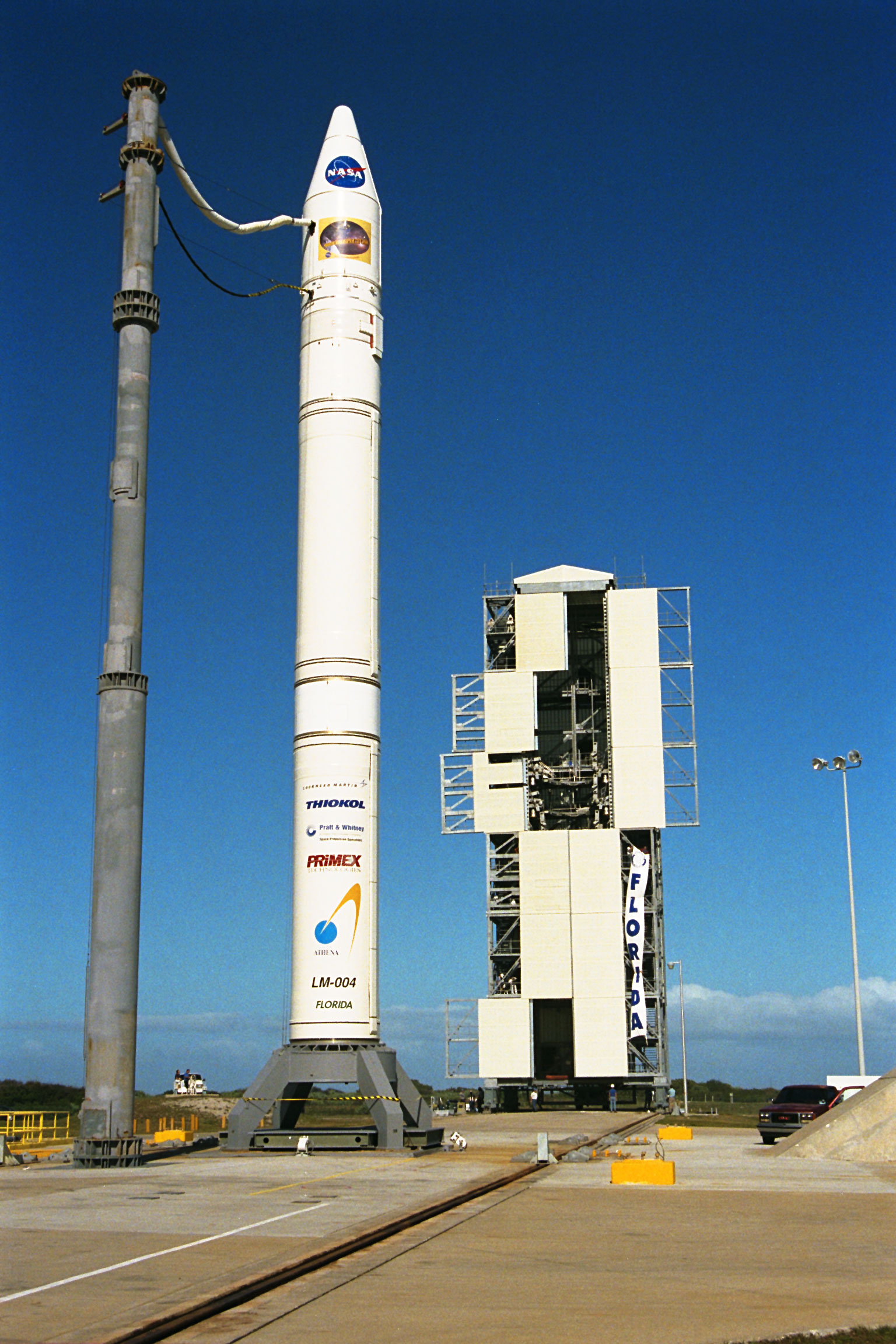
Athena-2 avec le satellite Lunar Prospector sur la Base de lancement de Cap Canaveral.

C'est une version améliorée, avec deux modules Castor 120 pour le premier et le deuxième étages et un ORBUS 21D pour l'étage supérieur. Elle fut lancée 3 fois avec un échec. Le premier lancement a eu lieu le 17 janvier 1998 et le dernier le 24 septembre 1999.
En mars 2012, il fut prévu de lancer une nouvelle Athena II fin 2013 depuis la base de Kodiak en Alaska.
- Charge utile : 2 065 kg à orbite basse (185 km d'altitude et inclinaison orbitale de 28,5 degrés) ; 1 165 kg à une orbite haute (800 km d'altitude, 98,6 degrés d'inclinaison)
- Poussée au décollage : 1449 kN
- Masse totale : 120 700 kg
- Diamètre : 2,36 m
- Longueur : 28,2 m

### Athena III
Une fusée Athena III fut envisagée dans les années 1990, mais ne fut jamais développée. Le projet prévoyait l'ajout de deux à six Castor 4A en boosters d'appoints du premier étage, permettant une poussée maximale au décollage.
- Charge utile : 3 665 kg à orbite basse (185 km d'altitude et inclinaison orbitale de 28,5 degrés)
- Poussée au décollage : 2140 kN
- Masse totale : 146 800 kg
- Diamètre : 2,36 m
- Longueur : 28,2 m

La désignation a ensuite réutilisée pour un nouveau projet de lanceur dans le cadre du Commercial Orbital Transportation Services. En mars 2012, la base de Kodiak fut choisie pour son lancement. L'Athena III aurait été doté d'un premier étage dérivé d'un propulseur d'appoint de la navette spatiale américaine, nommé Castor 900 , composé de 3 segments de ce dernier et délivrant une poussée de 12 400 kN au décollage. La charge utile théorique aurait été de 4 600 kg depuis un lancement en Alaska et de 5 900 kg depuis la côte est des États-Unis. En mars 2017, Lockheed Martin a annoncé la fin de l'activité commerciale de la famille de lanceurs Athena.

### Comparaison des lanceurs Athena
| Statut                        | Retiré du service    | Retiré du service    |
| Nombres de lancements (échec) | 4(1)                 | 3(1)                 |
| Etages                        | 2                    | 3                    |
| Longueur                      | 18,9 m               | 28,2 m               |
| Diamètre                      | 2,36 m               | 2,36 m               |
| Masse au lancement            | 66 300 kg            | 120 700 kg           |
| Charge utile                  | 820 kg LEO           | 2065 kg LEO          |
|                               | 1er étage            |                      |
| Désignation                   | Castor 120           | Castor 120           |
| Longueur                      | 9,02 m               | 9,02 m               |
| Diamètre                      | 2,36 m               | 2,36 m               |
| Masse à vide                  | 4 t                  | 4 t                  |
| Masse au lancement            | 53,1 t               | 53,1 t               |
| Ergols                        | HTPB (solide)        | HTPB (solide)        |
| Poussée                       | 1449 kN / 1770 kN 1) | 1449 kN / 1770 kN 1) |
| Impulsion spécifique          | 229 s / 280 s        | 229 s / 280 s        |
| Durée de combustion           | 83,4 s               | 83,4 s               |
|                               | 2e étage             |                      |
| Désignation                   | ORBUS 21D            | Castor 120           |
| Longueur                      | 3,17 m               | 9,02 m               |
| Diamètre                      | 2.34m                | 2,36 m               |
| Masse à vide                  | 780 kg               | 4 t                  |
| Masse au lancement            | 10619 kg             | 53,1 t               |
| Ergol                         | HTPB (solide)        | HTPB (solide)        |
| Poussée                       | 192,40 kN (vide)     | 1449 kN / 1770 kN    |
| Impulsion spécifique          | 293 s                | 229 s / 280 s        |
| Durée de la combustion        | 156 s                | 83,4 s               |
|                               | 3e étage             |                      |
| Désignation                   | Aucun                | ORBUS 21D            |
| Longueur                      |                      | 3,17 m               |
| Diamètre                      |                      | 2,34 m               |
| Masse à vide                  |                      | 780 kg               |
| Masse au lancement            |                      | 10619 kg             |
| Ergol                         |                      | HTPB (solide)        |
| Poussée                       |                      | 192,40 kN (vide)     |
| Impulsion spécifique          |                      | 293 s                |
| Durée de la combustion        |                      | 156 s                |

1) au niveau de la mer/dans le vide

## Lancements
| Vol | Date et Heure (UTC)   | Modèle    | Site de lancement | Charge utile                                                                        | Résultat | Remarque |
| --- | --------------------- | --------- | ----------------- | ----------------------------------------------------------------------------------- | -------- | --- |
| 1   | 15 août 1995 à 22:30  | Athena I  | VAFB SLC-6        | Gemstar 1 (VitaSat 1) (113 kg)                                                      | Échec    | Détruit par les contrôleurs au sol après 160 secondes de vol, à la suite d'une panne du système d'orientation du cardan la tuyère du deuxième étage. |
| 2   | 23 août 1997 à 06:51  | Athena I  | VAFB SLC-6        | Lewis (404 kg)                                                                      | Succès   | La charge utile est tombée en panne après 3 jours en orbite. |
| 3   | 7 janv. 1998 à 02:28  | Athena II | CCAFS SLC-46      | Lunar Prospector (295 kg)                                                           | Succès   | |
| 4   | 27 janv. 1999 à 00:34 | Athena I  | VAFB SLC-6        | FORMOSAT-1, (410 kg)                                                                | Succès   | |
| 5   | 27 avr. 1999 à 18:22  | Athena II | VAFB SLC-6        | Ikonos-1 (726 kg)                                                                   | Échec    | Échec de la séparation de la coiffe, le choc du déclenchement des boulons explosifs autour de la base de la coiffe ayant déconnecté le cable de déclenchement des boulons de séparation des moitiés de coiffe. La masse supplémentaire entraîna un échec de la mise en orbite du véhicule. |
| 6   | 24 sept. 1999 à 18:21 | Athena II | VAFB SLC-6        | Ikonos-2 (726 kg)                                                                   | Succès   | |
| 7   | 30 sept. 2001 à 02:40 | Athena I  | KLC LP-1          | Kodiak Star : Starshine 3 (90 kg), PicoSAT (68 kg), PCSat (10 kg), SAPPHIRE (18 kg) | Succès   | Premier lancement orbital depuis le Pacific Spaceport Complex – Alaska. |